# رانيا كرباج
رانيا كرباج (من مواليد مدينة حلب عام 1976) هي كاتبة وشاعرة ورسَّامة سوريّة. درست رانيا الهندسة المدنية في جامعة حلب، كما درست الفنّ التشكيلي وأصدرت عددًا من الدواوين الشعريّة لعلَّ أبرزها الكتاب الشعري الذي حمل عنوان «وصايا العطر» و«أين أنت فضلًا عن ديوان «يدي ملطخة بالحب» وكذا ديوان «أرض وورود» وأخيرا وليس آخرًا الكتاب الشعري الذي صدر تحت عنوان «السماء هنا» عام 2018.

## الحياة المُبكّرة والتعليم
وُلدت رانيا كرباج في حلب عام 1976 وهناك تربَّت حيثُ درست الهندسة المدنية في جامعة حلب، كما درست الرسم في مركز رولان خوري للفن التشكيلي، ثمّ اقتحمت في وقتٍ ما عالم الكتابة والتأليف والنشر من بوابة الشعر حينما بدأت في كتاتبه ونشر بعض الإصدارات الشعريّة.

## المسيرة المهنيّة
هو فقط اللون الأزرق يتمدد عاريا
محاولًا إغواء الأرض
بدأت رانيا كرباج مسارها المهني من خلال العمل أستاذةً محاضرةً لمادة الرسم في كلية الفنون الجميلة بحلب لسنوات. قدمت كرباج عشرة معارض فردية في كل من حلب ودمشق وبيروت واللاذقية كما عرضت أعمالها في مدن عديدة في النرويج.
تنتمي رانيا كرباج إلى جيل الرسامات الجديدات وهو الجيل الذي أحدث – كما يقول بعض النقاد – تحولًا كبيرًا في تاريخ الحداثة الفنية في سوريا. نشرت رانيا في وقتٍ ما ديوانًا شعريًا بعنوان «يدي ملطخةٌ بالحب» فوُصفت بعده بالشاعرة التي ترسم والرسامة التي تكتب الشعر. تقول رانيا عن هذا أنَّ الأدب لعب ويلعبُ دورًا كبيرًا في تشكيل مزاجها التصويري، بل لأن الشعري والفني صارا ينبعثان من الموقع الجمالي عينه بحسبها.
نشرت رانيا في وقتٍ ما ديوانًا شعريًا بعنوان «السماء هنا» عن دار نينوى للدراسات والنشر والتوزيع في 63 صفحة، وفيه ضمَّت عددًا من القصائد التي كانت قد كتبتها من قبل ونشرتها لأول مرةٍ في الديوان. نشرت رانيا أيضًا ديوانًا آخر بعنوان «لم نعد صغارًا» عن دار ربيع، ثمّ أعقبتهُ بديوان آخر هو «أرض وورد» عن دار التكوين للطباعة والنشر والتوزيع وهو الديوان الذي ركَّزت فيهِ رانيا على موضوع الحبّ حيث بحثت عبره في فضاءات الكون الفسيح عن الدفء والصدق والنبل في العلاقة التكاملية بين ثنائي الحياة الرجل والمرأة كما جاء في تقديمها له. ضمَّ الديوان قصائد وجدانية حاولت الشاعرة من خلالها مكاشفة عوالم جديدة بأسلوب قصيدة التفعيلة، ومن عناوينه: وشوشة"، "رقصة"، "شوق"، "منام«، على كتفيها»، «قطرة موسيقى»، «امض»، «شهي الثمر»، «أتغار؟».
للرسامة السوريّة ديوان شعر آخر كان قد صدر تحتَ عنوان «وصايا العطر» عن دار ربيع أيضًا وفيه صاغت اللون إحساسًا والإحساس كلمة كما عرَّفت بكتابها الشعري هذا لأول مرة. قدمت رانيا في هذا الكتاب مجموعة مما وصفتها بالوصايا العطرية أو الشعرية أو الجسدية أو الشعورية بهدفِ التصالح مع الذات ومع الآخرين. ضمَّ الكتاب عددًا من القصائد في الشعر العربي الحديث جاءت بعناوين مختلفة منها: «مرآة»، «تفيض شموع»، «اقرآني»، «اسمع»، «قمر»، «كالنهار». عملٌ آخر لرانيا حمل اسم «أين أنت» عن منشورات ضفاف في 136 صفحة وفيه طلَّت الشاعرة كما تقول من وجهها لا من يدها لتلمس الحياة إلى الأبدية.

## آراء
تُركّز رانيا في معظم أعمالها على الأنوثة وبالنسبة لها فالأنوثة لا تكمنُ في الجسد المختلف ولا في ما يمارسه ذلك الجسد من تأثير بل هي خليطٌ من الأوهام الجمالية التي يمكن أن تنبعث من ثنية في ثوب أو من خيالها الذي يصنع تاريخًا مجاورًا للتاريخ البشري كما تُؤكّد. تقول كرباج أنها ترسمُ المرأة مقابل الرجل، والأنوثة مقابل الذكورة.
ترى كرباج أنَّ السبب الذي يدعوها لكي ترسم سواها من النساء: «لأنني أنثى وأبحث في ذاتي عن مكامن جميلة وجديدة، تشي بالتصاقي الوثيق بكل ما هو مخلوق حولي، فالأنوثة ليست هيكلا فقط بل هي سمة من سمات الكون، وإصراري على البحث عنها هو تعبير عن محاولة فردية لاسترداد ما سلبته منها المعتقدات، ونحن حين نعيد الأنوثة إلى مكانها الطبيعي في كياننا، إنما نعيد للذكورة قيمتها وسيرورتها الطبيعية فلا يمكن للإنسانية أن تنمو على أساس من القطيعة العميقة في التاريخ بين مؤنثها ومذكرها.»
ترفضُ رانيا كرباج النسوية وتؤكّد أن السبب ليس لأنها لا ترى التمييز والظلم الذي لحق بالمرأة بل لأنها تسعى – كم تقول – من موقعها رسامة وشاعرة إلى إصلاح مواقع الخلل بين قطبي المعادلة في نظرها: الأنوثة والذكورة اللتين تبدو الحياة كئيبة من غير ندية في علاقاتهما.

## قائمة أعمالها
هذه قائمةٌ بأعمال الكاتبة والشاعر والرسامة السوريّة رانيا كرباج:
- وصايا العطر
- أين أنت
- يدي ملطخة بالحب
- أرض وورود
- السماء هنا
- أغنياتُ مشرقيّةٍ
- كي لا أرى ما أرى!